# La Boissière (Hérault)
La Boissière é uma comuna francesa na região administrativa de Occitânia, no departamento de Hérault. Estende-se por uma área de 24,45 km². Em 2010 a comuna tinha 1 040 habitantes (densidade: 42,5 hab./km²).